# Aname inimica
Aname inimica is een spinnensoort uit de familie Anamidae.
Aname inimica werd in 1985 beschreven door Raven.